# Gli indomabili dell'Arizona
Gli indomabili dell'Arizona (The Rounders) è un film del 1965 diretto da Burt Kennedy.

## Trama
Due cowboy dell'Arizona, ormai non più di primo pelo, lavorano per un allevatore come domatori di cavalli. Le sorelle del loro capo sembrano interessate a loro, ma i due non si sentono ancora pronti a sistemarsi. Con il passare del tempo, quando paiono finalmente inclini ad appendere il cappello al chiodo, un cavallo roano bizzoso si mette di traverso, dimostrandosi indomabile.

## Altri media
Il film generò una serie televisiva, The Rounders, trasmessa sulla ABC dal 1966 al 1967.